# Вайнюнайте, Антанина Юозасовна
Антанина Юозасовна Вайнюнайте (в замужестве — Вайнюнайте-Кубертавичене) (лит. Antanina Vainiūnaitė; 14 мая 1896, Одесса, Российская империя — 3 марта 1973, Каунас, Литовская ССР) — литовская советская актриса. Народная артистка Литовской ССР (1956).

## Биография
В 1915—1918 годах занималась в театральной школе им. Мочалова в Одессе. С 1918 года выступала на сцене театра Ю. Вайчкуса в Вильнюсе, с 1919 года — в Каунасе, с 1920 — в Каунасском драматическом театре общества «Творцов искусства» (в 1922 г. преобразован в Государственный театр).
С 1919 по 1973 г. жила в Каунасе.
В 1964 году снялась на Литовской киностудии в фильме «Марш! Марш! Тра-та-та!» (Marš, marš, tra-ta-ta!).
Муж — литовский актер Пятрас Кубертавичюс (1897—1964).
Похоронена на Пятрашюнском кладбище Каунаса.

## Творчество
Образы, созданные А. Вайнюнайте, отличаются тщатательной отделкой деталей, задушевностью, искренностью, теплотой, жизненной достоверностью.

## Избранные театральные роли
- Mapцеле («Голодные люди» Ясюкайтиса, 1919),
- Раудонаускене («Денежки» Чюрлионене, 1921),
- Луиза, леди Мильфорд («Коварство и любовь» Шиллера),
- Дездемона («Отелло», Шекспира, 1924);
- Леди Макбет («Макбет» Шекспира);
- Графиня, Марцелина (1924, 1952, «Безумный день, или Женитьба Фигаро» Бомарше),
- Найнене («Поют петухи» Балтушиса, 1948),
- Климанскене («Горячее лето» А. Грицюса, 1955),
- Горностаева («Любовь Яровая» К. Тренёва, 1956),
- мисс Европа («Генеральная репетиция» Бинкиса, 1959) и др.

## Награды
- Орден Великого князя Литовского Гядиминаса 3 степени (1935).
- Орден «Знак Почёта» (1954).
- Народная артистка Литовской ССР (1956).

## Память
- В 1987 году на доме в Каунасе, в котором жила А. Вайнюнайте установлена мемориальная доска.